# Bompiani
Bompiani este o editură italiană cu sediul în Milano, Italia. Ea a fost fondată în 1929 de către Valentino Bompiani.
În 1990 Bompiani a devenit parte a concernului multimedia RCS MediaGroup. În octombrie 2015, RCS MediaGroup, inclusiv Bompiani, a fost achiziționat de Arnoldo Mondadori Editore, cea mai mare casă editorială a Italiei. Mondadori este deținută de Fininvest, holdingul controlat de Silvio Berlusconi. Achiziția a fost controversată. În martie 2016 autoritățile anti-trust italiene au decis că Mondadori trebuie să vândă Bompiani pentru a se încadra în prevederile legii. Nouă companii, inclusiv Amazon și HarperCollins, și-au exprimat interesul în achiziționarea editurii Bompiani. În septembrie 2016 Bompiani a fost vândut companiei Giunti Editore pentru suma de 16,5 milioane de euro.

## Istoric
Bompiani s-a confruntat cu încercări de cenzură editorială din partea guvernului fascist al Italiei începând din anii 1920 până prin anii 1940. În 1940 Valentino Bompiani a fost chemat la Roma pentru a se întâlni cu Alessandro Pavolini, ministru al culturii populare. La această întâlnire, Pavolini i-a spus lui Bompiani că trebuie să limiteze numărul de traduceri pe care le publica editura. La momentul întâlnirii, Bompiani se pregătea să publice o antologie de scriitori americani. În ciuda faptului că i s-a spus să nu facă acest lucru, Bompiani a continuat să lucreze la elaborarea antologiei. Pavolini a aflat de acest lucru și i-a scris lui Bompiani că „Statele Unite este un inamic potențial al nostru... Nu este timp pentru efectuarea unor acte de curtoazie față de America, nici măcar pe plan literar”. Bompiani a elaborat antologia cu toate acestea, solicitându-i o introducere lui Emilio Cecchi, care a căutat să descurajeze orice „entuziasm excesiv” față de America. Pavolini a fost mulțumit de introducerea lui Cecchi și antologia a fost în cele din urmă publicată.
În 1972, compania a fost cumpărată de Grupul Fiat. În 1990 a devenit parte a RCS MediaGroup.

## Autori
Lista autorilor publicați de Bompiani include 17 câștigători ai Premiului Nobel, plus autori celebri nepremiați ca Alberto Moravia și Umberto Eco.